# Chiesa di San Giovanni Battista (Montalto Carpasio)
La chiesa di San Giovanni Battista è un luogo di culto cattolico situato nella frazione di Montalto Ligure, in piazza San Giovanni Battista, nel comune di Montalto Carpasio in provincia di Imperia. La chiesa è sede della parrocchia dei Santi Giovanni Battista e Giorgio del vicariato di Levante e Valle Argentina della diocesi di Ventimiglia-San Remo.

## Storia e descrizione

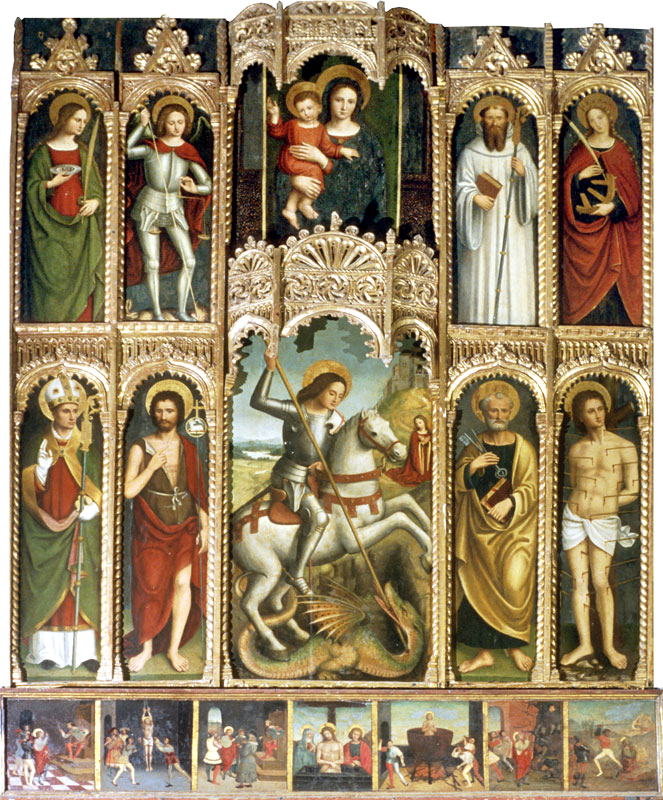
Ludovico Brea, Polittico di San Giorgio, 1516.

Fondata nel 1407 poco fuori delle mura del borgo, la chiesa fu inizialmente alle dipendenze della pieve di San Giorgio, quest'ultima prima parrocchiale del paese e situata a sud dell'odierno nucleo storico di Montalto, nella zona cimiteriale. Nel corso del Seicento l'edificio religioso fu ampliato ed elevato al titolo di chiesa parrocchiale dal 1618. Il primitivo impianto a tre navate fu completamente trasformato alla fine del XVIII secolo in un'unica aula corredata di sei altari laterali; nello stesso periodo si procedette alla costruzione dell'attiguo campanile.
L'interno, di gusto barocco e ornato di stucchi, custodisce opere artistiche di pregio tra i quali, tra il primo e il secondo altare, il polittico raffigurante San Giorgio a cavallo mentre trafigge il drago con la lancia, sul lato destro San Pietro e San Sebastiano e a sinistra San Giovanni Battista e San Nicola. Nel registro superiore: al centro la Vergine con il Bambino, a sinistra San Michele e Santa Lucia e sul lato opposto San Bernardo e Santa Caterina d’Alessandria; infine, nella predella, Scene della Vita di san Giorgio. Il polittico è attribuito concordemente al pittore locale Ludovico Brea (a cui, data la tarda età di Ludovico, molto probabilmente collaborarono anche il fratello Antonio e altri collaboratori) ed era in precedenza custodito nell'omonima pieve locale. Dopo il restauro del 2021, è stato ricollocato correttamente il revers in alto, che era completato, nella struttura originale del polittico, da due parabande verticali ai lati. Nel revers è un'iscrizione nella quale è riportata la data 1516 e i nomi dei committenti, Jacopo Rodi, Giorgio Ammirati e Nicola Bestagno. A ciò si aggiunge l'incorniciatura di gusto tardogotico in cui sono inserite le figure, di un tipo particolarmente ornato e raffinato diffuso in Liguria tra fine Trecento e primo Cinquecento.
In chiesa sono conservate altre importanti opere: al secondo altare destro si trova una Resurrezione dipinta da Luca Cambiaso nel 1563 e, tra quest'ultimo e il terzo altare, una tavola con la Lapidazione di Santo Stefano, attribuita ad Agostino da Casanova, e probabilmente della seconda metà del quarto decennio del Cinquecento. Il presbiterio è decorato con affreschi di Francesco Carrega, autore anche della Nascita di San Giovanni Battista dietro l'altare maggiore.
In chiesa è anche una Madonna col Bambino, del 1546, dipinta dal pittore Emanuele Macario da Pigna.